# Wechselbalg
Der Wechselbalg war im Aberglauben des europäischen Mittelalters ein Säugling (veraltet „Balg“), der einer Wöchnerin durch ein dämonisches Wesen im Austausch gegen ihr eigenes Kind mit der Absicht untergeschoben wurde, die Menschen zu belästigen und ihnen zu schaden. In nichtchristlichen Glaubensvorstellungen wurde der Wechselbalg von Druden, Zwergen oder Elfen gezeugt und untergeschoben. Sie sorgten, so geben die Erzählungen als Motiv an, um ihre Arterhaltung, wofür sie ebenso wohlgestaltige Nachkommen wie die Menschen besitzen wollten. Der Wechselbalg im christlichen Volksglauben war ein Kind von Hexen oder sogar des Teufels. Der Teufel interessierte sich besonders für ungetaufte Kinder, weil ihnen das Himmelreich versagt blieb und er sie somit behalten konnte. Die verängstigte Mutter betrachtete wiederum die Taufe als den besten Schutz vor einem Wechselbalg.
Der für das Böse und Unheimliche stehende Begriff Wechselbalg taucht Anfang des 11. Jahrhunderts erstmals auf. Die Praxis, nach der die so bezeichneten behinderten oder fehlgebildeten Kinder häufig misshandelt oder umgebracht wurden, erlebte ihren Höhepunkt gleichzeitig mit der Hexenverfolgung vom 15. bis zum 17. Jahrhundert und wirkte sich bis ins 19. Jahrhundert aus.
Die vermutlich frühesten Vorstellungen von untergeschobenen Kindern in Europa finden sich bei den übermütigen, spukhaften, aber noch nicht bösartigen Geistwesen der keltischen und germanischen Mythologie, deren Tradition in zahlreichen Märchen und Sagen weiterlebt. Die meisten mythischen Erzählungen sind durch schriftliche Sammlungen aus dem 18. und 19. Jahrhundert überliefert. Vergleichbare Mythen sind auch aus anderen Teilen der Welt bekannt.

## Sagen und Märchen
Naturgeister besitzen identifizierbare Charakterprofile. Hinter ihnen steht der weit verbreitete Glaube an magische Mächte in der Natur und an ein früheres leibhaftiges Erleben derselben. Erlebnisberichte von konkreten Situationen verloren im Lauf der Zeit ihre individuellen Züge und gingen unter Anwendung stilistischer und inhaltlicher Gesetzmäßigkeiten in einer abstrahierten Form in die Erzähltradition einfacher Sagen und komplexer strukturierter Märchen über.

### Kindertauschende Sagengestalten

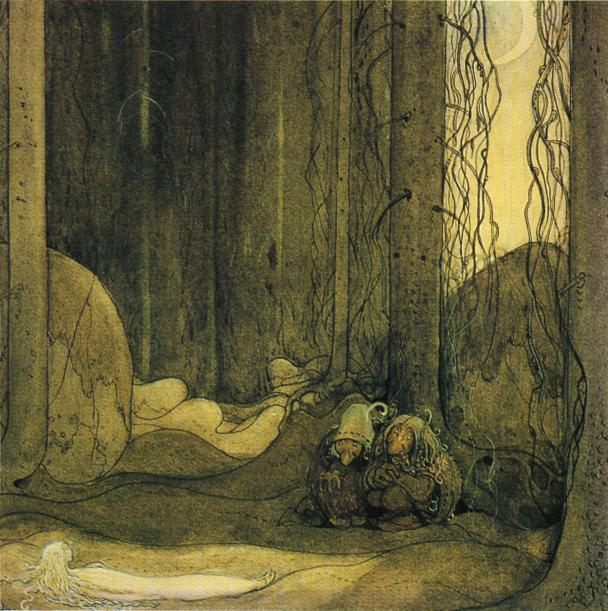
Nordische Trolle bewachen ein gestohlenes schönes Menschenkind. Illustration von John Bauer, 1913

Der römische Waldgott Silvanus soll sich zwar den Wöchnerinnen gegenüber feindlich verhalten haben, aber nicht mit Kindertausch in Verbindung stehen. Mittelalterliche Interpretationen, die ihn als Waldgeist und Wasserdämon sehen und damit für einen Vorläufer der Wechselbalggeschöpfe nördlich der Alpen halten, gelten heute als fragwürdig. Sie waren ein Versuch, den Glauben an Wechselbälge alt erscheinen zu lassen, denn Silvanus wurde mit dem incubus gleichgesetzt, der in Alpträumen Menschen überfiel. Dieser Dämon, sein weibliches Gegenstück hieß succubus, paarte sich nachts mit einer Frau, worauf sich der Samen vom Teufel auf sie übertrug und sie einen Wechselbalg zur Welt brachte.
Lilith war ursprünglich eine altbabylonische Göttin und sank später zu einem Nachtgespenst herab. Als solches gilt sie in mittelalterlichen jüdischen Texten als des Teufels Mutter, die Kinder stiehlt und tötet, indem sie ihnen Blut aussaugt. Sie trachtete, die neugeborenen Jungen ab dem achten und die Mädchen ab dem zwanzigsten Tag schwach und krank zu machen. In dieser Vorstellung kommt die Charakterisierung als Kindstauscherin nicht vor, auch wenn die spätere christliche Sichtweise selbiges nahelegte. Einige typische Formen von Wechselbalgsagen lassen sich bis in die Entstehungszeit der Edda zurückverfolgen und damit vorsichtig in die Zeit zwischen dem 9. und 13. Jahrhundert datieren. Weiter zurück, gar bis ins Altertum, reichende Motivursprünge der europäischen Wechselbalgsagen sind nicht nachgewiesen.
Der Kindertausch wird in den Sagen allgemein der im jeweiligen Volksglauben dominierenden böswilligen Gestalt zugeschrieben. Vorstellungen außerhalb der christlichen Glaubenswelt handeln von Elfen, die in der nordischen Sagenwelt gelegentlich einer Frau ein Kind stehlen und dafür ein Kuckuckskind unterlegen. Solche Fabelwesen, zu denen auch Zwerge und in Skandinavien Trolle gehören, tun dies vor allem deshalb, weil ihre eigenen Kinder so hässlich sind und sie gern die schönen Menschenkinder bei sich aufnehmen möchten. In der keltischen Mythologie sind Tylwyth Teg Kobolde, die gelegentlich Wechselbälge unterschieben. Die in den nordspanischen Bergen in der Region Asturien bekannten Xanas erscheinen als schöne Frauen, die sich an Quellen aufhalten und gelegentlich Menschenkinder gegen ihre eigenen austauschen.
Im osteuropäischen Raum tauschen in den Mythen Wasserleute (Wassermänner) Kinder, in der baltischen Mythologie heißen diese feenartigen Wesen, die auch Glücks- oder Erdfrauen genannt werden, Laumes (Singular Lauma, Laumė), in der slawischen Sagenwelt Wilen und in Lappland Uldas. Die Mittagsfrau (polnisch południca, tschechisch polednice) erscheint in der slawischen Mythologie an heißen Tagen in der Mittagszeit auf den Feldern, bringt die Menschen um den Verstand oder lähmt ihre Gliedmaßen. Da sie auch Kinder stiehlt und Wechselbälge zurücklässt, sollen bei den Sorben und Tschechen Wöchnerinnen als Vorsichtsmaßnahme um die Mittagszeit das Haus nicht verlassen. Ähnliches berichten die Brüder Grimm auch von der Roggenmuhme, einem Korndämon der deutschen Sage.
In litauischen Märchen ersetzt die Laumė ein Kind durch einen Wechselbalg. Die Laumė ist mit der göttlichen Laima – auch wenn es Unschärfen gibt – personell nicht verwandt, auch nicht dem Namen nach. Der litauische Name laumė führt auf Indogermanisch *loudh-mā und leudh („wachsen“) zurück. Die so mit Wachstum verbundene Laumė könnte ursprünglich eine Fruchtbarkeitsgöttin gewesen sein. Wie die Laumė ihren dämonischen Charakter erhielt, ist sprachlich nicht zu erklären. In den Erzählungen tauscht sie ein noch nicht getauftes Kind gegen einen mit Windeln umwickelten Besen, Ofenreisig oder einen Wechselbalg (laumiukas) aus. Manchmal ist im Märchen bei der Geburt die Wiege bereits durch eine Puppe besetzt, die nun durch den echten Säugling ersetzt wird. Bis zur Taufe wird das Kind nicht mit seinem richtigen, sondern einem schlechten, abwertenden Namen benannt, um die böswilligen Mächte irrezuführen. Um diese gefährliche Zeitspanne kurzzuhalten, wird das Kind unmittelbar nach der Geburt von der Hebamme gesegnet. Mitunter ist in den Erzählungen unklar, ob die Hexe das echte Kind und nicht vielmehr die Puppe entführt, die in diesem Fall als Opfer vorzustellen wäre. Nach einer Interpretation vertauscht die Laumė das Menschenkind gegen einen Strohbesen, also eine großköpfige stumme Kinderpuppe, die nicht wächst. Indem dieses Laumenkind geschlagen oder kurz in den Backofen geschoben wird, soll der Rücktausch des echten Kindes erzwungen werden. Von diesem Erzählmuster sind Bräuche im Umfeld der Geburt hergeleitet: Zur Förderung der Geburt wurde eine Puppe in die Wiege gelegt und erst nach der Geburt oder der Namensgebung durch den Säugling ausgetauscht. Es ist der Brauch überliefert, wonach ein runzliges (zu früh geborenes) Kind auf den Backschieber gelegt und dreimal schweigend in den Ofen geschoben werden soll. Der Backofen ist als der Ort zu verstehen, an dem die Seelen der Verstorbenen mit dem (puppenartigen) Kind, das sich nicht entwickeln kann, weil es keine Seele abbekam, „verschmelzen“. Nach diesem Verständnis lässt sich die Laumė als Geburtsgöttin betrachten.

### Benennungen
Im 16. Jahrhundert lauteten die lateinischen Bezeichnungen für Wechselbälge cambiones, campsiones, campsores und cambiti (von cambare, „wechseln, tauschen“), umschrieben als „verworffene Kinder“ (untergeworfene Kinder, infantes suppositi). „Wechselbutte“ oder „Butte“ war im Oberdeutschen verbreitet, selten waren „Wechselbür“, „Wechselburt“ und „Wechselbalggebürde“ im Niederdeutschen. In den Skandinavischen Sprachen hieß der Wechselbalg bortbyting, bytesbarn, bytisungar, forbyttet barn und umbetbarn, die alle auf das Verb bytta („tauschen, wechseln“) zurückgehen. Dem englischen changeling und changeling child entspricht das französische enfant changé. Polnisch podciep, auch podjeb ist aus pod („unten“) und ciepnać („schmeißen, werfen“) zusammengesetzt, entsprechend heißt der Wechselbalg im Schlesischen „Unterschmeißel“. Bezeichnungen, die den Vorgang des Vertauschens beinhalten, kommen auch in anderen slawischen Sprachen vor.
Daneben gibt es Namen, die auf die Herkunft des Kindes verweisen: im Deutschen etwa „Zwergwechselbalg“, „Wichtelbalg“ und „Wichtelkind“. Im Pfälzer Dialekt kommt „Elbentrötsch“, „Nixkind“, „Wasserbalg“ und „Wasserbutte“ vor, in Bayern „Hexenbutte“, in Tirol „Nörglein“ und „Nörggl“. Weitere Herkunftsbezeichnungen sind trollbyting und viterby (von vitre, vätte, „Unterirdische“) in Skandinavien, im Englischen elf-child und fairy-changeling und im Französischen enfant des fées („Feenkind“). Nach ihrer Tätigkeit benannt wurden in Sachsen und in der Pfalz die Wechselbutte, in Österreich der Wechsler (Sohn des Klagemütterls) und in Ostdeutschland die Wechselfrau. Zu den wilden Leuten in den Alpen gehören Fänggen oder Fänken in Graubünden und Vorarlberg und Frau Viviana aus dem Fassatal.
Ein Nachtweib in Galicien, eine weiße Schlossfrau in Schlesien, die witten juffers in den Niederlanden, la bête Havette in der Normandie, Margot la Fée und Korrigan in der Bretagne oder die witten Wiwer in Norddeutschland wurden ebenfalls des Kindertausches bezichtigt. In einem gotländischen Gerichtsbuch von 1690 werden ferner underbyggarna erwähnt, die Polen kennen mamuny, boginki und biegonki. Auf die dämonischen oder magischen Eigenschaften verweisen „Koblickskind“ (Koboldskind) und vor allem in Norddeutschland „Kielkropf“, das auf Althochdeutsch chelckropf, chelchropf und kielkopf zurückgeht.

### Eigenschaften des Wechselbalgs
In den Erzählungen wird der Wechselbalg oftmals widersprüchlich charakterisiert. Er erscheint in der Gestalt eines Kindes, jedoch mit dem Gesicht eines Greises. Gegenüber gleichaltrigen Menschenkindern ist der Wechselbalg meist wesentlich kleiner, manchmal dagegen wesentlich größer, weil er einen dicken Körper mit plumpen Gliedmaßen hat. Er ist in seiner Entwicklung zurückgeblieben oder derart missgebildet, dass er kaum noch Menschenähnlichkeit besitzt. Überwiegend werden Jungen ausgetauscht, Erzählungen von Mädchen sind selten. Auch wenn er klein und schwach aussieht, so hat er doch einen übermäßigen Appetit und verschlingt so viel Essen und Getränke wie mehrere Erwachsene zusammen. Manchen Erzählungen zufolge isst er alles, was er finden kann, sogar Frösche, Mäuse, rohe Fische und Schweinefutter.
Seine Zeit verbringt der Wechselbalg hauptsächlich im Bett, gelegentlich kriecht er im Zimmer herum und hockt sich in eine Ecke. Er ist faul, dumm, boshaft, verschmutzt, schreit und gibt unverständliche Geräusche von sich. Auf der anderen Seite ist er geschickt und spielt seine Dummheit nur vor, um die Menschen zu ärgern, weil er in Wahrheit schlau und geschickt ist. Zwar lernt er sehr spät oder nie sprechen, er ist aber nicht taubstumm. In den meisten Fällen lebt er nicht lange (bis 18 oder 19 Jahre), manchmal kann er jedoch (als Hof- oder Hausgeist) mehrere Menschenleben alt werden. In einer Oberlausitzer Sage heißt es:

„Das Kind wuchs, doch es war ganz blöde und blieb nirgends anders als in seinem Loche, das es sich in der Nähe der Treppe ausgescharrt hatte. Doch wenn alle fort waren, kroch es an den Wänden auf und nieder. Mit elf Jahren starb der Wechselbalg.“

Um ihn zum Verschwinden zu bringen, werden in den Erzählungen zum einen drastische Foltermethoden angewandt: Er wird über das Feuer gehalten, in kaltes oder heißes Wasser getaucht, geschlagen oder mit Nadeln gestochen. Dadurch sollen seine wahren Eltern herbeigelockt werden. Zum anderen zeigt sich der Wechselbalg für Feingespür empfänglich: Wenn es gelingt, ihm durch Verwunderung ein Lachen zu entlocken, verschwindet er. Oder man schafft ihn einfach fort. In einer Wechselbalg-Ballade aus dem Kuhländchen geschieht dies mit nackter Gewalt: „Er nahm den Wechselbalg bei den Haaren und schleudert ihn über die Tafel.“

### Typen europäischer Wechselbalgsagen
Die europäischen Wechselbalgsagen bestehen aus zwei Hauptgruppen. In der einen wird der Vorgang des Umtausches geschildert, in der anderen verrät der Wechselbalg seine wahre Natur. Letztere Gruppe beinhaltet einen „Verwunderungsvers“, durch den sich der Wechselbalg offenbart, wenn er zuvor durch einen ungewöhnlichen Anblick in Erstaunen versetzt wurde. Andere Bezeichnungen sind „Altersvers“ oder „Altersspruch“, weil sich der Wechselbalg bemüßigt fühlt, sein hohes Alter zu verraten. Auf solche Weise zum Reden oder zum Lachen gebracht, ist es möglich, den Wechselbalg zur Herausgabe des richtigen Kindes zu zwingen. Verwunderungsverse können auch Sagen ohne Wechselbälge enthalten.
Abgesehen von den unterschiedlichen Erstaunen bewirkenden Mitteln ist ein Ratgeber nötig, der über die Kenntnisse in der Anwendung dieser Mittel verfügt. Als Ratgeber treten auf: Nachbarn und kluge (alte) Frauen, alte weise Männer, Wandersleute, die um einen Schlafplatz für die Nacht gebeten haben, und Geistliche. Die Sagen werden nach den entsprechenden Mitteln eingeteilt in:
Eierschalen auf dem Herd: Der Ratgeber empfiehlt, möglichst viele Eierschalen auf den Herd, auf den Boden, vor das Kind oder anderswo hinzulegen. Gelegentlich kommen detailliertere Anweisungen über die Art und genaue Anzahl der Eierschalen hinzu. Sie müssen zuvor über einen bestimmten Zeitraum aufbewahrt, an einem bestimmten Tag ausgelegt oder hoch aufgetürmt werden.
Bier brauen in einer Eierschale ist eine Variante in Norddeutschland und Skandinavien, die vereinzelt auch auf den Britischen Inseln und in den Niederlanden vorkommt. Im Märchen Nr. 30 der Brüder Grimm heißt es: „Ein Läuschen und ein Flöhchen, die lebten zusammen in einem Haushalt und brauten das Bier in einer Eierschale.“ Hier passt die Eierschale in ihrer Größe zu den handelnden Figuren, ansonsten löst gerade die Winzigkeit des Gefäßes Erstaunen aus. Alternative Braugefäße sind Fingerhut und Nussschale.
Ein großer Löffel in einem kleinen Gefäß verwundert die Wechselbälge ebenso und bringt sie zum Sprechen. In Ungarn wird von einem großen Holzlöffel in einem kleinen Topf gesprochen, in Skandinavien rührt man Speisen in einer Eierschale mit einem großen Löffel um. In Island hat das Rührgerät einen Stiel, der so lang ist, dass er bis in den Küchenkamin hinaufreicht.
Die Hausfrau kann eine ungewöhnliche Wurst aus einem Schwein, einem Hund, einer Katze oder einem Spatz zubereiten. In einer dänischen Sage kocht die Mutter Blutwurst in einem Katzenfell. In den anderen skandinavischen Ländern ist das Motiv ebenfalls belegt. In einer Sage aus Oldenburg bringt dies den Wechselbalg zu dem Frageruf: „Wurst mit Haut und Wurst mit Haar? Wurst mit Augen und Wurst mit Knochen darin?“ Die Samen bevorzugen einen Hund, in England wird ein ganzes Schwein zu Pudding eingekocht. In der westschwedischen Region Bohuslän gibt der Wechselbalg sein Alter preis: „Nun bin ich so alt, dass ich mich von 18 Müttern habe säugen lassen, aber noch nie habe ich Hundepudding gesehen.“
Schuhsohlen vorsetzen ist eine Methode, die in Norddeutschland und vereinzelt in den Niederlanden angewandt wird. Bei den Kaschuben kommen auch andere ungenießbare Sachen wie kleine Steine, Holzstücke und Leder auf den Teller. Ein karges Essen kann ferner aus einer geringen Menge bestehen. Beim Motiv Brei oder Grütze vorsetzen geht es um eine winzige Menge Grütze, die in einem großen Topf gekocht wird.
Die Altersverse habe eine festgelegte Struktur. Häufig sind Vergleiche mit Wald. So heißt es ganz einfach im 1812 niedergeschriebenen Märchen 39,3 der Brüder Grimm: „Nun bin ich so alt wie der Westerwald.“ In einem schwedischen Märchen äußert sich der Wechselbalg: „Nun habe ich drei Eichenwälder aufwachsen sehen und drei wieder verfaulen.“ Ein anderer Vergleich, mit dem der Wechselbalg sein hohes Alter preisgibt, ist der Vergleich zwischen Eichel und Eiche, wie er an frühester Stelle in der walisischen Erzählsammlung Mabinogion zu finden ist (zweite Hälfte des 10. Jahrhunderts). Diese Formel kommt nur in Wales und der Bretagne vor und handelt von einer mehrere hundert Jahre alten Eiche, die der Wechselbalg in seiner Jugend als Eichel in der Krone eines anderen Baumes gesehen hat. Hiervon sind eine Reihe weiteren Vergleiche abgeleitet, teilweise blieb nur eine verkümmerte Form erhalten, etwa: „Ich bin jetzt so alt wie die Welt.“
Wenn es durch irgendeinen Wechselbalgspruch gelingt, den Wechselbalg zum Sprechen zu bringen, verrät er seine Herkunft und muss aus der menschlichen Gemeinschaft verschwinden. Neben dem Verwunderungsvers (Altersvers) gibt es zu diesem Zweck noch die Weihformel. Vermutlich geht diese auf eine von Martin Luthers Tischreden zurück, die in mehrere Erzählvarianten umgewandelt wurde. Demnach kommen die Eltern mit ihrem Kind in der Wiege über eine Flussbrücke, als sie von unten eine Stimme „Wilkropp!“ rufen hören. Das bislang stumme Kind antwortet mit „o ho!“, worauf die Stimme fragt: „Wo willtu hin?“ Das Kind gibt sich zu erkennen: „Ich will gen Hockstent und will mich lassen weigeln“. Daraufhin werfen die Eltern den Wechselbalg ins Wasser.

## Christlicher Volksglaube und Wechselbälge

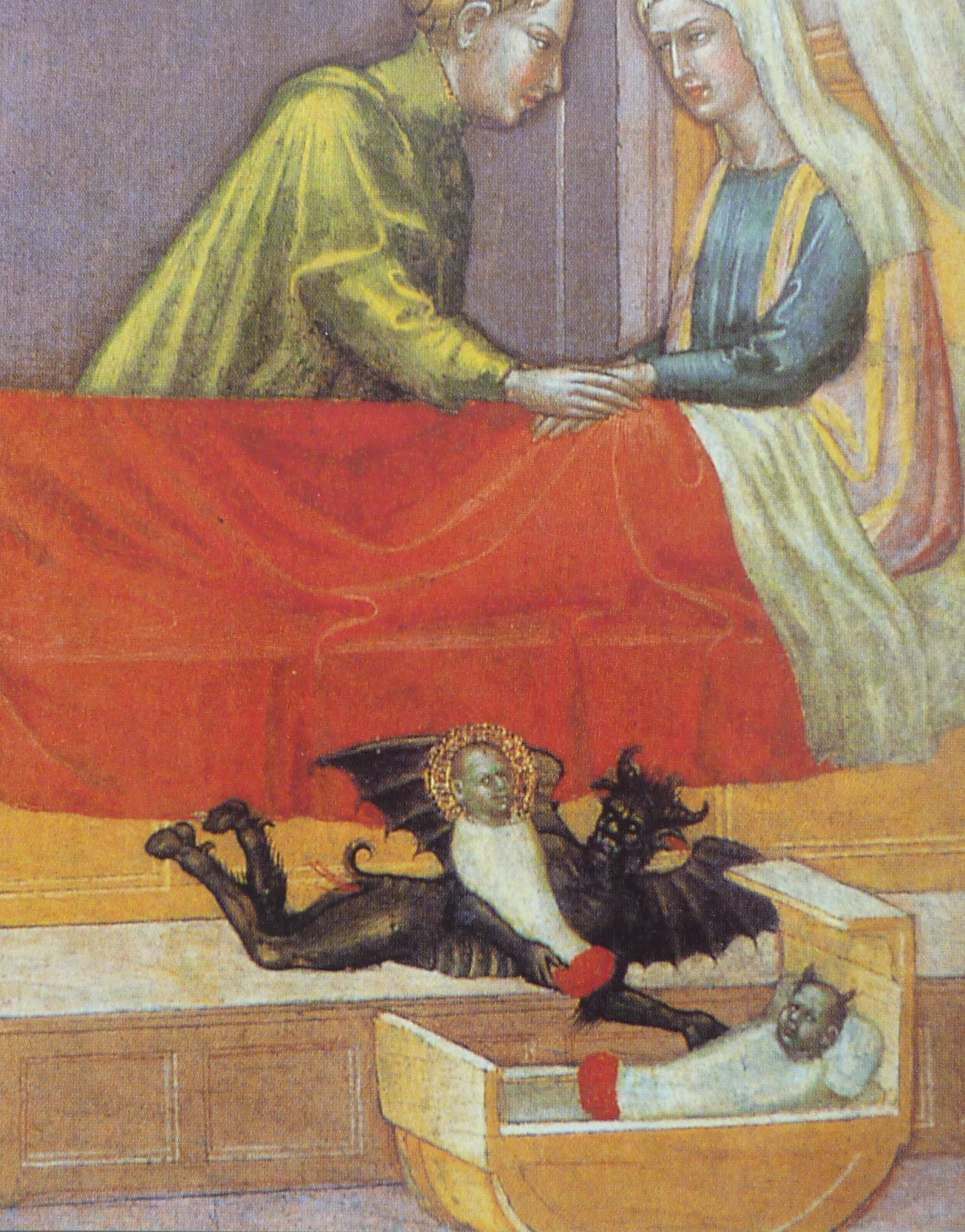
Der Teufel tauscht ein Baby gegen einen Wechselbalg aus. Anfang 15. Jahrhundert, Ausschnitt aus der Legende des heiligen Stephanus von Martino di Bartolomeo

Das älteste literarische Zeugnis für den Begriff „Wechselbalg“ findet sich in einer Psalmenübersetzung des Benediktiner-Mönchs Notker III. (um 950–1022), wo er fremediu chint mit althochdeutsch wihselinc umschreibt. Aus filii alieni macht Notker uuihselinga iudei und meint offensichtlich untergeschobene Kinder. Folglich war dies zu seiner Zeit eine bekannte Vorstellung. In den St. Pauler Bruchstücken verwendet Notker das Wort wehselkint.
Eike von Repgow (1180/90 bis nach 1233) erwähnt in seinem Rechtsbuch Sachsenspiegel einen altvil, der als geistig zurückgebliebene Person, vermutlich fälschlich als zweigeschlechtliche Person oder nach verschiedenen Herleitungen als Wechselbalg, erklärt wurde. Im Mittelhochdeutschen kommen die Schreibweisen wehselkint, wihselinc, wechseling, wehsel-balc und wehselkalp vor.
Ab dem 11. Jahrhundert wurden Geisteskrankheiten und körperliche Gebrechen vermehrt mit dem Wirken von Dämonen als Besessenheit erklärt. Hildegard von Bingen (1098–1179) führte in ihren magisch-naturmedizinischen Werken die Eigenschaften der belebten Natur regelmäßig auf Teufel, Druden oder Hexen zurück. Die Kirche übernahm heidnische Vorstellungen und ließ anstelle der alten Dämonen nun Teufel und Hexen als Gegenspieler der frommen Menschen auftreten. Die Vertauschung der Kinder durch Elfen wurde von Kirchenlehrern entsprechend umgedeutet.
Der Kardinal und Kreuzzugsprediger Jakob von Vitry (1160/70–1240) warnte in einer seiner Predigten vor dem chamium (mittellatein, wohl zu cambio, „Tausch“), einem Jungen, der viele Ammen aussaugen und dennoch nicht wachsen würde. Jakob von Vitry schrieb Predigten für Priester, die im Predigtvortrag nicht so geübt waren und empfahl ihnen, zum besseren Verständnis für die einfachen Leute eine moralisierende Geschichte am Ende hinzuzufügen. Seine Geschichte vom Wechselbalg (chamium) war nicht als abschließendes Beispiel, sondern als Glaubenszeugnis für den Beginn der Predigt vorgesehen. Die zu vermittelnde Botschaft war klar: Die auf solche Art nachgewiesene Existenz des Teufels sollte den christlichen Glauben bestärken. Genauso wie Wechselbalg und Teufel gemäß dem Zeugnis (testimonia) kirchlicher Autoritäten existieren sollten, enthielten andere Geschichten beispielsweise die Behauptung, dass ein halbangefressenes Brot nicht ein Werk der Mäuse, sondern des Teufels sei und nur Gott davor behüten könne.
Solche Predigten hatten weitreichende Auswirkungen auf den mittelalterlichen Volksglauben und trugen dazu bei, das Phänomen Wechselbalg nicht nur als eine vorgestellte Realität, sondern auch als historisch weit zurückreichende Tradition erscheinen zu lassen. Die weitere Diskussion ging darum, ob Wechselbälge nur von Dämonen gezeugt, oder selbst Dämonen seien. Letztere Ansicht vertrat unter anderem der Heidelberger Theologe Nikolaus Magni von Jauer (um 1355–1435). Thomas von Aquin (um 1225–1274) prägte in seinem einflussreichen dämonologischen System den Glauben, dass durch den Verkehr eines incubus mit einer Frau ein Wechselbalg gezeugt werde. Nach seiner Theorie kann der unkörperliche teuflische Geist einen Körper annehmen, wobei aber der Samen nicht aus diesem Körper stammt, sondern von einem Mann, mit dem der Teufel zuvor in Gestalt eines succubus den Beischlaf durchgeführt hatte. Als incubus überträgt er diesen Samen, dem er seine eigenen dämonischen Eigenschaften hinzufügt, auf die Frau. Somit ist der Teufel „...bei dem fleischlichen Verkehr mit Menschen ... erst Succubus, dann Incubus, also nicht wirklicher Vater,“ weil allgemein Dämonen zwar gelegentlich einen Körper annehmen können, aber keinen eigenen Körper haben und sich nicht selbst fortpflanzen können.
In der frühen Neuzeit wurde der 1487 vom Dominikaner Heinrich Kramer verfasste Hexenhammer (Malleus maleficiarum) das Hauptwerk zur Legitimation der Hexenverfolgung. Bis zum Jahr 1669 erschienen 29 Auflagen. Nachdem durch haarspalterische Schlüsse und Trugschlüsse die Existenz von Hexen dargelegt war, musste folgerichtig gegen die Leugnung der Hexerei unerbittlich vorgegangen werden, wobei sich die Zahlen der umgebrachten Hexen in protestantischen und katholischen Gebieten kaum unterschieden. Das Werk erklärte das Hexentreiben hauptsächlich mit der Schlechtigkeit der weiblichen Natur und berief sich unter anderem auf den Fall der 56-jährigen Angéle de la Barthe, die 1275 den allnächtlichen Umgang mit dem Teufel gestanden habe und dafür in Toulouse lebendig verbrannt worden sei. Dabei soll sie ein Ungeheuer mit Wolfskopf und Schlangenschwanz zur Welt gebracht haben. Um es zu ernähren, habe sie in jeder Nacht kleine Kinder stehlen müssen. Der Fall erscheint lediglich in einer Chronik aus dem 15. Jahrhundert, wird aber von keiner zeitgenössischen Quelle erwähnt. Deshalb und weil die Anklage der Teufelsbuhlschaft nicht zur angegebenen Zeit passe, wird der Bericht von manchen Historikern als Fiktion betrachtet.

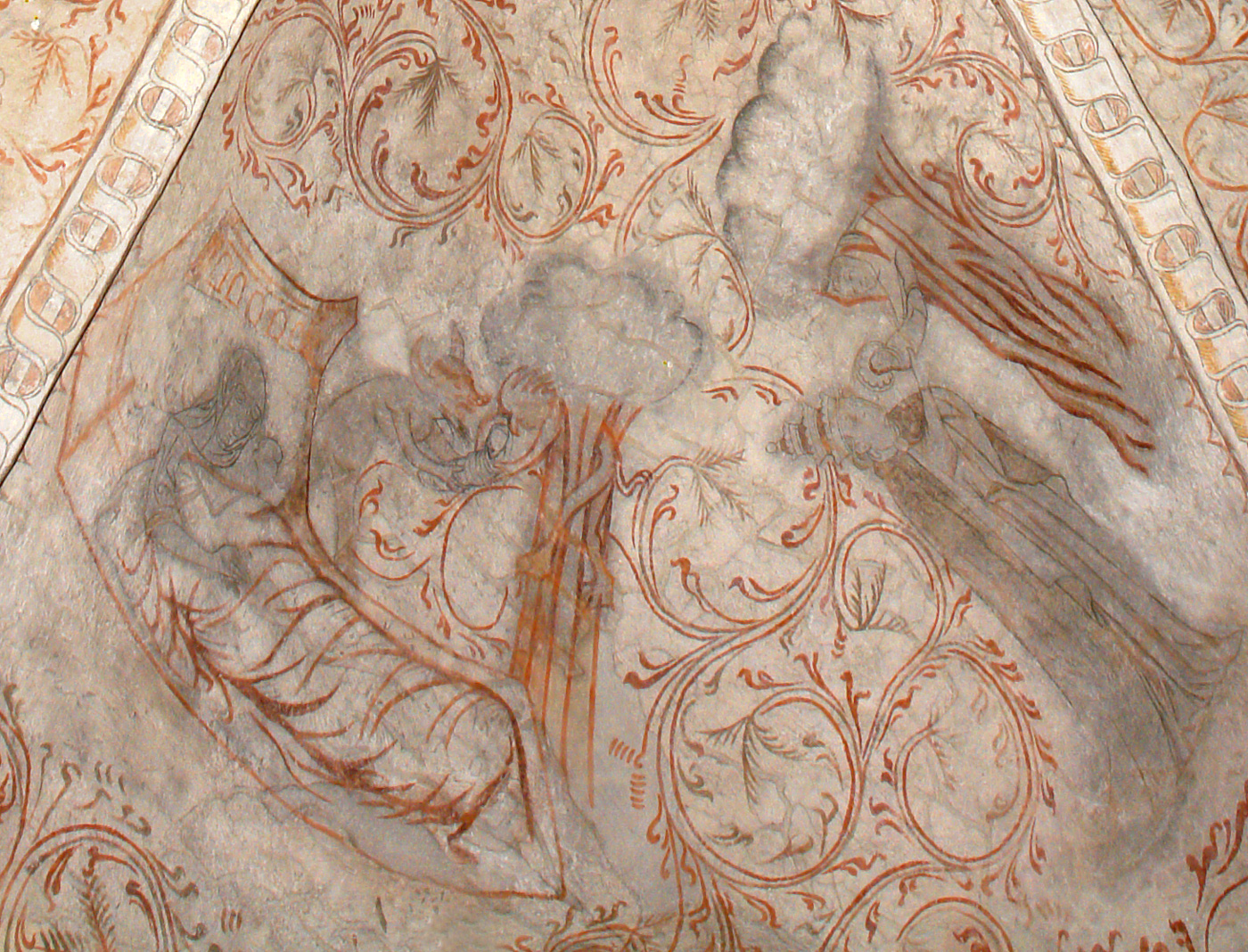
Wandmalerei um 1450 in der Kirche von Undløse, Dänemark. Der Teufel tauscht ein gewickeltes Baby, bei dem es sich um den heiligen Laurentius handelt, dem die Kirche gewidmet ist, gegen einen Wechselbalg aus und übergibt das Kind einem Dämon.

Im englischen Sprachraum taucht das Wort für Wechselbalg, changeling, 1555 auf. Damit wurden zunächst ohne Mitwirkung von Dämonen auf irgendeine Weise ausgetauschte Kinder oder auch Erwachsene bezeichnet. In einer weiteren Bedeutung stand changeling für Menschen, deren psychische Stimmung und Meinung sich ständig ändert. In beiden Fällen hatte das Wort ursprünglich nichts mit dem Volksglauben zu tun. Erst in einem Mitte des 17. Jahrhunderts erschienenen Wörterbuch zeigt sich eine Bedeutungsveränderung in dem Verweis „Idiot, siehe changeling“. So nannte man einfältige Frauen und in zweiter Linie auch Männer, die keinen festen Glauben besaßen und sich von jedem falschen Propheten und Betrüger überzeugen ließen. Der anglikanische Bischof Samuel Parker (1640–1687) verortete die Blödheit eines changeling genannten Jugendlichen in dessen Hirnfunktion, wodurch er unfähig war, seine Leidenschaften und seinen Appetit zu zügeln. Kurz, der changeling wurde bei Parker zum Gegenentwurf des sich unter Kontrolle haltenden puritanischen Menschen.
Der Dissenter Samuel Portage (1633–1691) brachte erstmals den Teufel ins Spiel. Religiöse Sekten bezeichneten in den 1640er und 1650er Jahren geistig zurückgebliebene oder melancholische Menschen als changelings, die vom Teufel besessen waren. Portage gehörte zur mystischen Sekte der Behemisten (benannt nach ihrem Gründer Jakob Böhme), die mit Engeln in Kontakt traten und in allem Unerklärlichen ein teuflisches Wirken ausmachten. Für Behemisten war der menschliche Idealzustand auf Erden erreichbar und zugleich war die Anwesenheit des Teufels eine Realität. In dem langen epischen Gedicht über die Schöpfung, Mundorum Explicatio, schrieb Portage über incubi, die ihren Samen mit magischen Mitteln in alten Hexen einbrachten. Während der Stuart-Restauration war der Teufel eine treibende Kraft hinter den Dingen der Natur. Wo er im mittelalterlichen Glauben unter der genauen Beobachtung Gottes gestanden hatte, entwickelte er nun ein gewisses aktives Eigenleben. Der Teufel bediente sich der Hexen, weil er nicht auf direktem Weg Nachkommen zeugen konnte, und erschuf die changelings, um sein teuflisches Wesen unter die Menschen zu bringen. Die Fragen richteten sich allgemein darauf, wie der Teufel und die Geister etwas machten, um ihre grundsätzlich anerkannte Existenz ging es dabei nicht.
Eine grobe Aufzählung der körperlichen Charakteristika lautet: Wechselbälger sind missgestaltig, besitzen angeborene Abnormitäten wie überzählige Finger, bestehen nur aus einem Leib ohne Glieder, sind von zwergenhaftem Wuchs und in den meisten Fällen besonders hässlich. Wechselbälger haben einen großen unförmigen Schädel, eine blasse Gesichtsfarbe, struppige Haare, starre oder schielende Augen und sind außerdem schwach und kränklich. Besaßen sie einen großen Kropf, so galten sie als Kielkropf. Geschilderte Krankheitssymptome lassen an Hydrocephalus (Wasserkopf) oder die durch Vitaminmangel verursachte, früher häufige Rachitis (Knochenerweichung) denken. Ihre psychischen Eigenschaften werden als geistig zurückgeblieben, geringes oder kein Sprachvermögen, faul, unordentlich, verwahrlost und unruhig beschrieben.

## Umgang mit Wechselbälgen

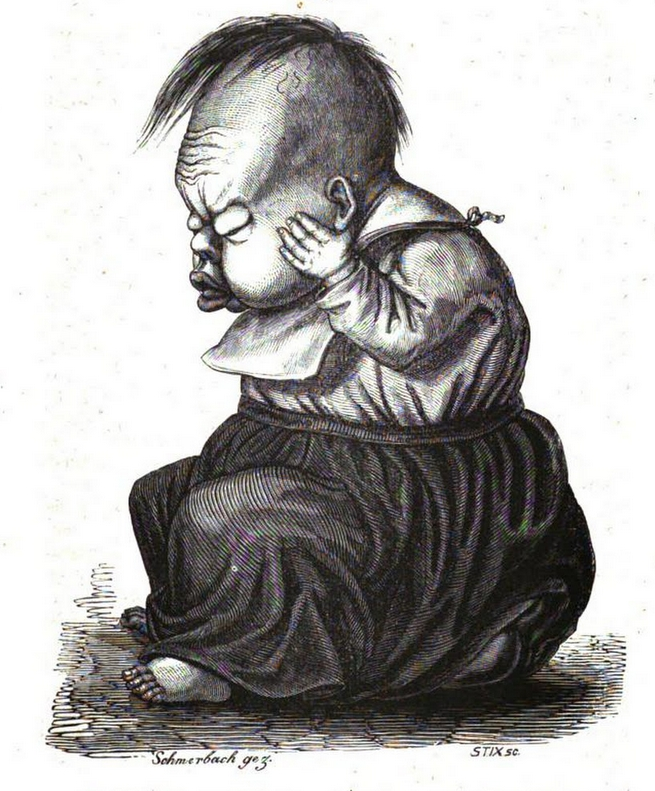
Kind mit den Symptomen von Hydrocephalus („Wasserkopf“). Illustration von Michael Schmerbach in Rudolf Virchow, 1856.

Es gab verschiedene magische Abwehrmechanismen, um das Auswechseln des Säuglings zu verhindern. So sollten zum Beispiel die Plazenta unter der Wiege liegen gelassen, das Kind nach seinem wahren Alter befragt oder drei Lichter im Kinderzimmer entzündet werden. Eine hilfreiche Vorsorgemaßnahme schien zu sein, bei oder in der Wiege ein Gebetbuch, eine Bibel oder ein Blatt eines solchen Buches zu platzieren. Ein Kreuz oder ein Rosenkranz erfüllten dieselbe Wirkung. Erst mit der Taufe des Kindes war die Gefahr endgültig gebannt. Wenn es jedoch dem Teufel gelang, sich der ungetauften Kinder zu bemächtigen, so war es nicht mehr möglich, diese von der Erbsünde zu erlösen. Gerade auf solche Kinder hatte es der Teufel abgesehen, weil er ihnen den Eintritt ins Himmelreich verwehren konnte. Wie die ungetauft verstorbenen Kinder kämen die vom Teufel erfassten Kinder zwar nicht zu den Verdammten in die Hölle, dafür an einen speziell vorgesehenen Vorhof der Hölle (limbus puerorum), wo ihnen die „Gottesschau“ versagt bleibt.
War ein Kind als Wechselbalg diagnostiziert, so empfahl Erasmus Francisci in seinem Werk Der Höllische Proteus, oder Tausendkünstige Versteller (Nürnberg, 1695):

„Es ist bekandt / daß Etliche den Wechselbalg gleich auff den Misthauffen geworffen / und bald hernach ihr rechtes Kind wieder bekommen. Ob aber einer jedweden Mutter solches von der Obrigkeit / wuerde gut gesprochen werden / steht dahin: weil die Umstaende dabey offt sehr veraenderlich fallen. Darum das Sicherste ist / bey solchem Vorfall / verstaendige Theologos, nebst Goettlicher Anruffung / um Raht zu begrüssen.“

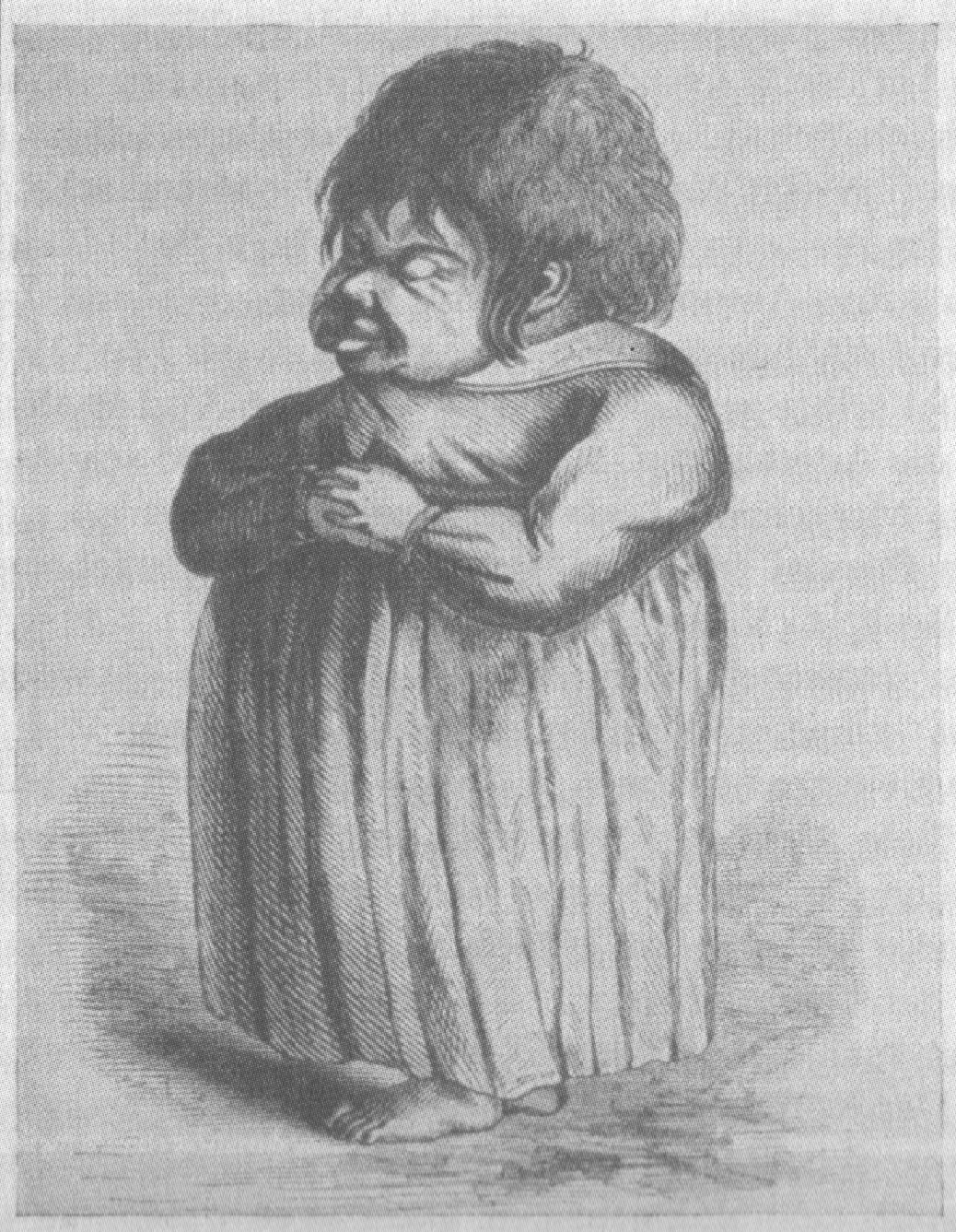
Frau mit Kretinismus. Illustration in Rudolf Virchow, 1856.

Konnte ein Wechselbalg nicht zurückgetauscht werden, so wurde er in der Regel getötet. Ein Versuch, das rechtmäßige Kind zurückzuerhalten war, den Wechselbalg einzuschüchtern, indem man ihn mit kochendem Wasser übergoss. 1654 verbrannte man im schlesischen Ort Zuckmantel über hundert Menschen einschließlich Säuglingen und Kindern, weil sie als Geschöpfe des Teufels galten. Martin Luther wollte die Wechselbälge gleichfalls töten lassen (homidicidum, „Menschentötung“), da sie nur ein Klumpen Fleisch (massa carnis) ohne Seele seien (Tischrede 5207 von 1540). Nachdem der Fürst von Anhalt seinen Wunsch, einen bestimmten Wechselbalg zu ersäufen, abgeschlagen hatte, riet Luther in derselben Tischrede Nr. 5207, für das Kind in der Kirche ein Vaterunser beten zu lassen. Noch aus dem 19. Jahrhundert gibt es Berichte von misshandelten Kindern, weil sie als Teufelsbalg angesehen wurden.
In einem 1472 veröffentlichten kinderheilkundlichen Werk benannte der Arzt Bartholomäus Metlinger die Krankheitssymptome eines Kindes mit einem übergroßen Kopf, für das man heute die Diagnose Hydrocephalus stellen würde, als „Wechselbalg“. Ein nicht erklärbares und damit verstörend wirkendes Phänomen musste eine übernatürliche Ursache haben. Den ersten medizinischen Erklärungsversuch für das Phänomen der missgestaltigen Kinder lieferte wenige Jahre zuvor, 1455, der Arzt Johannes Hartlieb, der in ihnen kein dämonisches Wesen, sondern einen kranken Mensch erkannte und die körperlichen Symptome als Bolismus oder Latein apetitus caninus bezeichnete („hündischer Hunger“, ständiges Hungergefühl, weil die Nahrung unverdaut durch den Körper wandert). Mit dieser Auffassung blieb Hartlieb lange Zeit praktisch allein. Erst der Chirurg und Anatom Lorenz Heister äußerte 1725 die Meinung, dass es sich bei einem Wechselbalg um ein an Rachitis erkranktes Kind handeln könnte. Später wurden weitere Krankheitsbilder genannt, die auf die Wechselbalgvorstellungen einen Einfluss gehabt haben könnten, darunter Kretinismus und Meningitis.

## Historische Beschreibungen

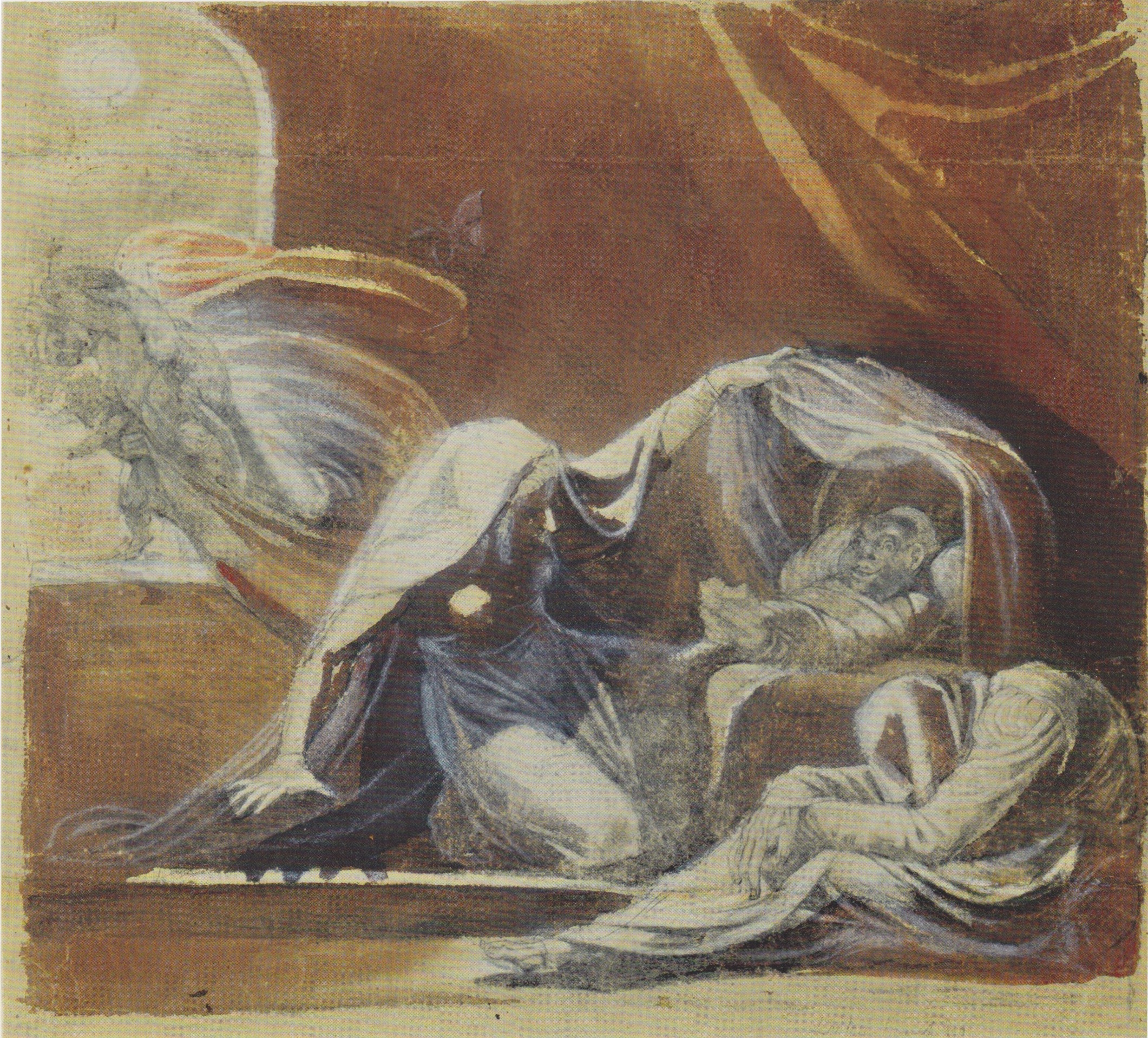
Der Wechselbalg von Johann Heinrich Füssli, 1780

Ab dem 17. Jahrhundert interessierten sich die naturwissenschaftlich orientierten Universitätsgelehrten für das Phänomen der Wechselbälger, nachdem die Naturwissenschaft als eigenständige Disziplin aus der Philosophie ausgegliedert worden war. Ende des 18. Jahrhunderts ging die wissenschaftliche Auseinandersetzung mit den Wechselbälgen zurück. An deren Stelle traten die Wolfskinder, die vom schwedischen Naturwissenschaftler Carl von Linné (1707–1778) einer besonderen Menschengattung namens Homo sapiens ferus zugeordnet wurden, und einige rätselhafte Kaspar-Hauser-Fälle. Sie teilten mit den Wechselbälgen gewisse Eigenschaften, die sie als gesellschaftliche Außenseiter charakterisierten: fehlendes Sprachvermögen, eine Form von Schwachsinn oder nur geringe Anteilnahme, ausdruckslose Augen und rastloser Blick, unkontrollierte Verhaltensweisen, tierische Essgewohnheiten und stereotype Bewegungen.

### M. Gottfried Voigt
In Disputationem physicam de infantibus supposititiis („Naturwissenschaftliche Untersuchung über untergeschobene Kinder“, Wittenberg 1667) fasste M. Gottfried Voigt systematisch die damaligen Vorstellungen über Wechselbälge zusammen. Er zählt zunächst die gängigen Namen auf. Für die deutsche Sprache nennt er „Wechselbälge“, „Wechselbutten“, „Freßbutten“ und „ausgetauschte Kinder“, hinzu kommen, ebenfalls im Plural lateinisch cambiones („Vertauschte“) und infantes (von non fari, die „nicht sprechen können“) mit dem Zusatz supposititii, weil sie vom Teufel „untergeschoben“ werden. Zur Bestätigung ihrer Existenz zitiert Voigt einen Augenzeugenbericht Martin Luthers. Der von Wechselbälgen überzeugte Reformator sah in Dessau ein zwölfjähriges Kind, das nichts tat außer dasitzen und – wie er feststellte – ein Quantum zu fressen, das vier Bauern satt machen würde. Wenn man es anfasste, so schrie es, bei einem Missgeschick oder Schaden im Haus freute es sich, ansonsten weinte es. Ein anderes Kind eines Bauern nahe Halberstadt beschrieb Luther als dermaßen nimmersatt, dass es die Brüste der Mutter und von fünf Ammen zugleich ausgesogen und ebenso viel andere Nahrung verschlungen hatte. Dem Bauern wurde geraten, den Säugling zur weiteren Behandlung in die Nachbarstadt zu bringen. Als er mit seinem Kind einen Fluss überquert, ruft von unterhalb der Brücke der Teufel „Kiel-Kropff“, worauf der Säugling in einer bislang ungekannten Sprache antwortet und, als er vom Bauern ins Wasser gestoßen wird, mit dem Teufel zusammen verschwindet.
Voigt fährt fort mit der Schilderung ähnlicher Fälle, bis er die Frage der Existenz für geklärt hält. Anschließend wendet er sich in Teil IV der Ursachenforschung zu. An erster Stelle nennt er als Verantwortlichen den incubus, weil er den Fötus in der Gebärmutter einer Hexe erzeugt, diesen durch die Geburt hervorbringen hilft, ihn einem anderen Menschen unterschiebt, dafür den menschlichen Fötus wegnimmt und zu seinen Dienerinnen bringt. Das Wesen entsteht aus dem dämonischen Samen und dem Blut der Mutter, die Hexe (Dienerin des Teufels) ist als Verbündete mitbeteiligt und schuldig. Der Zweck ist die Täuschung der Menschen, sowohl der frommen Menschen, deren eigenes Kind er wegträgt, als auch der Hexen, die meinen, ein wirkliches Kind auszutragen.
Die Erkennungsmerkmale untergeschobener Kinder sind nach Voigt das Aussaugen mehrerer Ammen, die ungeheure Gefräßigkeit und unaufhörliches Schreien. Auffällig ist ein monströser Kopf in der Größe eines erwachsenen Menschen. Wechselbälge können nicht oder kaum sprechen. Sie sind schadenfroh, und führt jemand eine fromme Handlung durch, so sind sie traurig. Mit den Wechselbälgen verwandt sind Elben, die als eine Art Würmer beschrieben werden und homunculi omniscii, die ohne Geschlechtsverkehr nur aus dem männlichen Samen entstanden sind. Darauf folgt eine erkenntnistheoretische Erörterung in Frage-Antwort-Form, die ihn zu dem Ergebnis bringt, dass untergeschobene Kinder keine Menschen und auch keine Ungeheuer sind, weil auch letzteren ein natürlicher Werdeprozess zugrunde liege, den Wechselbälgen jedoch nicht.

### Johannes Valentius Merbitzio

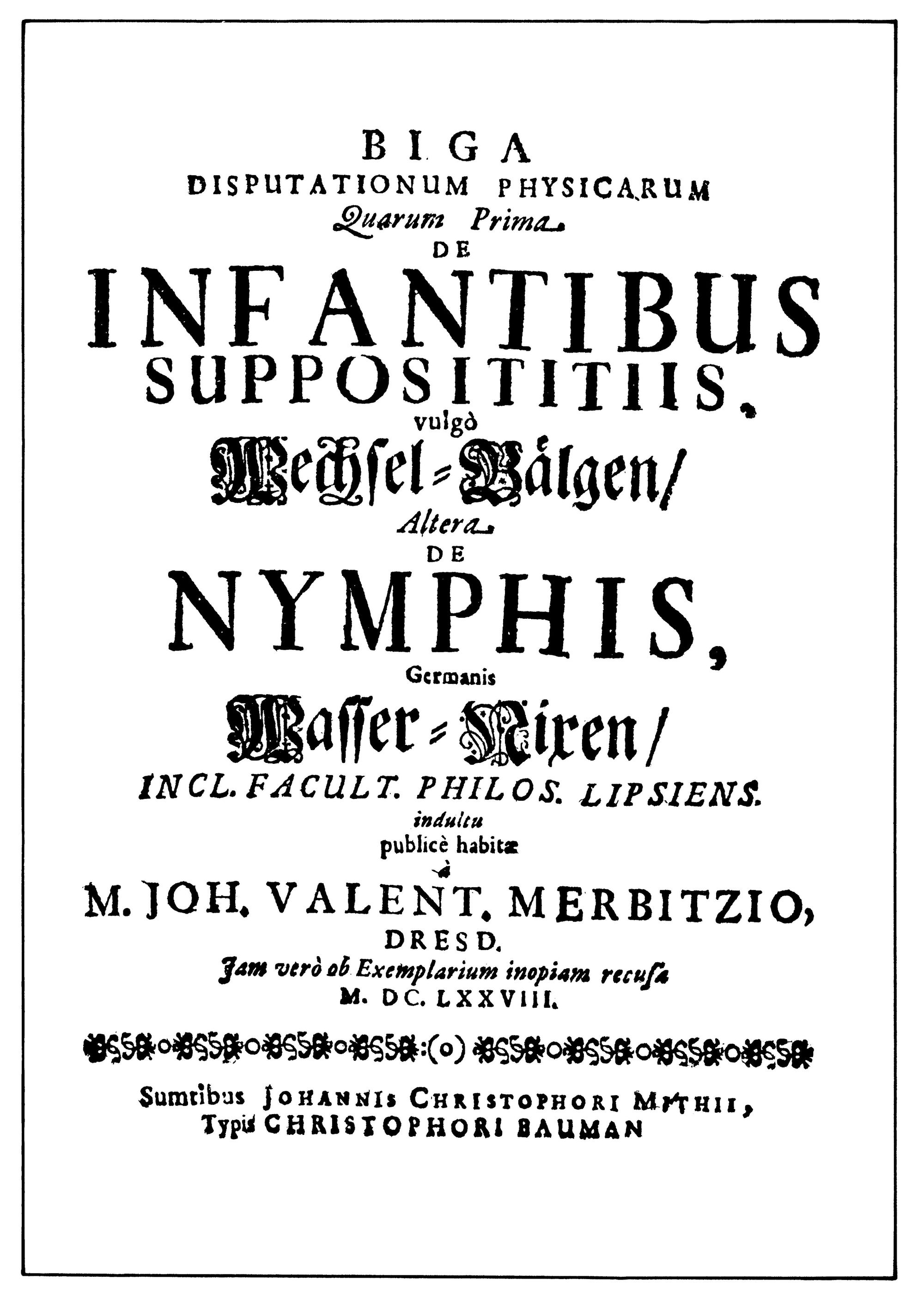
Titelblatt von Biga disputationum physicarum... 1678

In Biga disputationum physicarum quarum prima de infantibus supposititiis, vulgo Wechsel-Bälgen altera de nymphis, germanis Wasser-Nixen („Naturwissenschaftliche Untersuchungen von untergeschobenen Kindern – Wechselbälgen – und Nymphen – Wassernixen“, Dresden 1678) beginnt Johannes Valentius Merbitzio, die Eigenschaften der incubi und succubi darzustellen und deren jeweiligen Fähigkeiten zu beurteilen. Zur Frage, ob der Teufel mit Männern oder Frauen einen Geschlechtsakt vollziehen könne, nennt er als Persönlichkeiten, die dies bejahen, den jesuitischen Kardinal Toletus (1532–1596) und den Jesuitenpriester Andreas Schottus (1552–1629) mit ihren Anhängern. Zu den Zweiflern zählte er unter anderem den Arzt und Gegner der Hexenverfolgung Johann Weyer (1515/16–1588, der in De praestigiis daemonum die Wirkungsweisen der Hexen auf natürliche Ursachen zurückführte), den Geschichtsschreiber Petrus Martyr (1457–1527), den evangelischen Theologen David Chyträus (1530–1600), den Arzt und Universalgelehrten Giambattista della Porta (1535–1615), Franciscus Torreblanca (der seine Daemonologia 1623 dem Papst widmete) und den italienischen Bischof und Gelehrten Agostino Steuco (1496/97–1548). Merbitzio bekundet nach länglichen Ausführungen abschließend, dass er selbst von einem Teufel überzeugt ist, der „mit Erlaubnis und gerechtestem Ermessen Gottes seine Kraft und seine Feindseligkeiten gegen irgendwelche Menschen ausübt“. Ansonsten glaubt auch er, dass der Teufel kein Kind, sondern nur einen entseelten Körper hervorbringen kann und untergeschobene Kinder folglich keine Menschen sind. Neben den von Merbitzio gelisteten Namen distanzierten sich Erasmus von Rotterdam († 1536) und Paracelsus (1493–1541) trotz einer teilweise noch mythischen Denkweise von den Dämonenaustreibungen.
Merbitzio sah wie Voigt im Wechselbalg einen fleischgewordenen Teufel, vergleichbar mit Gott, der sich in Christus inkarnierte, nur dass in diesem Fall nicht der heilige Geist, sondern ein Dämon die Schwangerschaft auslöste. In Luthers Tischrede 4513 heißt es dementsprechend, dass der Teufel „anstelle der leiblichen Kinder der Eltern einen Teufel in die Wiege legt“. Solche Kinder sollten nach Luthers Ansicht getötet werden. Da er von Wechselbälgen stets im Plural sprach, scheinen solche teuflische Inkarnationen häufiger vorgekommen zu sein. Für Luther gab es noch andere Teufelsgestalten. So stellte er fest, „daß der Papst ein vermummeter leibhaftiger Teufel ist“. Die Replik kam vom italienischen Franziskanerpriester Ludovico Maria Sinistrari (1622–1701), der bekundete, dass neben anderen Persönlichkeiten „auch der verdammte Ketzer Martin Luther“ aus der Vereinigung des Teufels mit einem Menschen (ex commixtione hominis cum Daemone) hervorgegangen sei.

## Historische Definitionen in Lexika

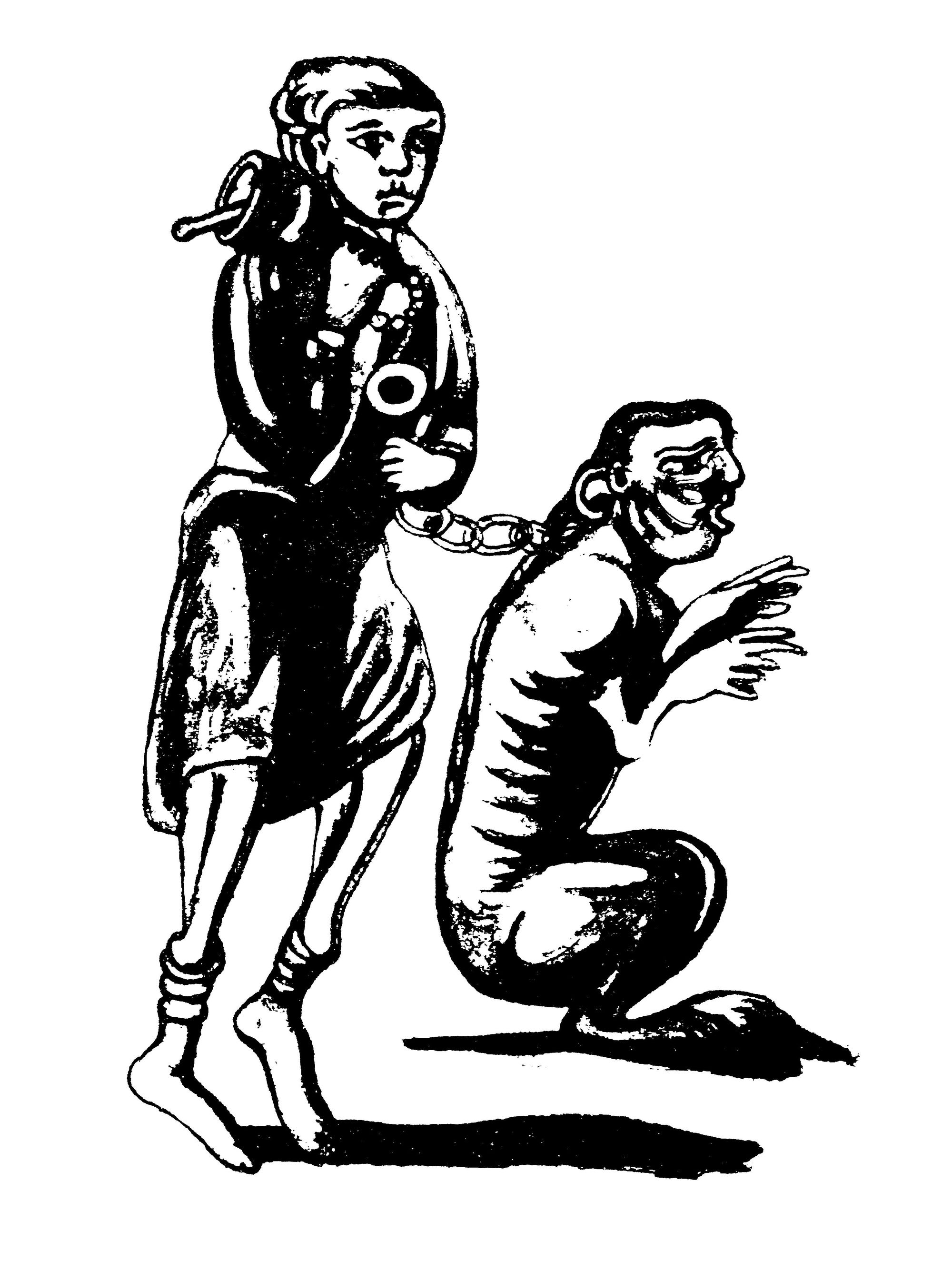
Wechselbalg von einem Fahrenden gezeigt. Um 1612

Nach dem bayerischen Historiker Sigmund von Riezler (Geschichte der Hexenprozesse in Bayern, 1896) besteht kein direkter Zusammenhang zwischen den heidnischen Geistervorstellungen und dem Hexenglauben der christlichen Zeit. Die Vorstellung von teuflischen Wechselbälgen wurde ab dem 11. Jahrhundert von der Kirchenkanzel herab dem Volk nahegebracht und unterscheidet sich damit grundsätzlich vom volkstümlichen Glauben an Elfen und ähnliche Geistwesen aus früherer Zeit. Dennoch definierten Lexika des 18. und 19. Jahrhunderts den Begriff „Wechselbalg“ entgegen seiner historischen Entstehungsgeschichte als „germanischen Volksaberglauben“.
Zedlers Universal-Lexicon unternimmt in Band 53, Seite 1078–1084 im Jahr 1747 den ausführlichen Versuch, mit einer rationalen Beweisführung gegen die offensichtlich immer noch vorherrschende mythische Glaubenswelt anzuschreiben: „Wechselbälge, heissen diejenigen Kinder so die Hexen mit dem Teuffel sollen gezeuget, und hernach an anderer von ihnen gestohlener junger Kinder Stelle den unglückseligen Eltern eingeschoben haben.“ … „In Peru sollen dergleichen Kinder gefunden werden, denen kleine Hörner am Kopffe erwachsen, und bey den Türcken ist eine gewisse Art Menschen, von ihnen Nefesolini genannt, die vom Teuffel erzeugt zu seyn geglaubet werden, und insgemein Schwarzkünstler sind.“ Die phantastischen Beschreibungen werden sämtlich ins Reich der Fabel verwiesen, ebenso wie Luthers Ansichten mit den „damahligen abergläubischen Zeiten“ gerechtfertigt werden. Der Artikel stellt klar, dass es sich bei den als Wechselbalg bezeichneten Individuen um „würckliche Menschen“ handele, die nur von Natur aus etwas missgestaltig seien und schließt die Einwirkung des Teufels strikt aus: „selbst die Verteidiger der Wechselbälge gestehen zu, dergleichen Leib sei allein ein göttliches Werk.“
Nach Pierer’s Universal-Lexikon von 1857 bis 1865 war „der Wechselbalg nach dem Glauben des Mittelalters ein Kind, welches von einer Hexe u. dem Teufel erzeugt u. einem natürlichen Kinde bei einer Wöchnerin untergeschoben, dieses dagegen entführt ist. Solche Kinder sollen große Kröpfe (deshalb auch Kielkröpfe) u. Köpfe haben, sehr ungestaltet sein, außerordentlich schreien u. grunzen, im Trinken an der Mutterbrust nicht gesättigt werden können, ohne gehörigen Verstand bleiben u. vor dem 7., nach Anderen vor dem 18. Jahre sterben. Prügel u. üble Behandlung des W-s sollten oft bewirken, daß die Hexen ihr Kind wieder nahmen u. das wirkliche zurückbrachten; 2) überhaupt ein mißgestaltetes häßliches Kind.“
Pierer’s Universal-Lexikon lässt die Herkunft des Phänomens unerwähnt. Während Herders Conversations-Lexikon in fünf Bänden von 1854 bis 1857 auf einen Eintrag verzichtet, widmet das vierbändige Bilder-Conversations-Lexikon von 1841 dem Wechselbalg einen längeren Abschnitt, der folgendermaßen beginnt: „Der mittelalterliche Aberglaube dachte sich darunter das Kind einer Hexe oder ähnlichen fabelhaften Unholdes, welches im Umgange mit dem Teufel erzeugt und in unbewachten Augenblicken an die Stelle eines neugeborenen menschlichen Kindes untergeschoben, dieses aber dafür entführt worden sein sollte. Dicke Köpfe und Bäuche, sowie Kröpfe galten als Kennzeichen der angeblichen Wechselbälge, welche viel schreien und grunzen, im Saugen an der Brust unersättlich sein, nie zu Verstande kommen und frühzeitig sterben sollten. Jede Misgeburt ward vom gemeinen Manne dafür angesehen und im 16. u. 17. Jahrh. waren noch sehr gebildete Leute von ihrem Vorkommen überzeugt.“ Explizit wird der Glaube an Wechselbälge dem einfachen Volk zugeordnet, wobei unklar bleibt, wer mit den „gebildeten Leuten“ gemeint sein könnte. Bedauert wird, dass „der traurige Wahn (…) manchem häßlichen Kinde das Leben gekostet haben (mag), bevor die gänzliche Unbegründetheit und Unmöglichkeit Dessen, was man unter Wechselbälgen sich dachte, von der Aufklärung der Zeit begriffen wurde.“
Im Widerspruch zu den Ausführungen von Voigt und Merbitzio ordnen die überwiegenden Einträge in den Lexika aus der ersten Hälfte des 20. Jahrhunderts den Wechselbalg einseitig dem heidnischen Volksglauben zu. In Herders Conversations-Lexikon von 1907 heißt es: „Wechselbalg, im germ. Volksglauben mißgestaltiges Zwergkind, das einer Wöchnerin statt des eignen von Zwergen unterschoben wird.“ (Sp. 1431). In Meyers Neues Lexikon (VEB, Leipzig 1964, Bd. 8, S. 642) steht unter Auslassung der gesamten Geschichte des europäisch-christlichen Mittelalters: „Wechselbalg: im keltischen und germanischen Aberglauben ein mißgestaltetes Gespensterkind, das von bösen Geistern gegen ein neugeborenes Kind ausgewechselt wurde.“

## Außereuropäische Vorstellungen

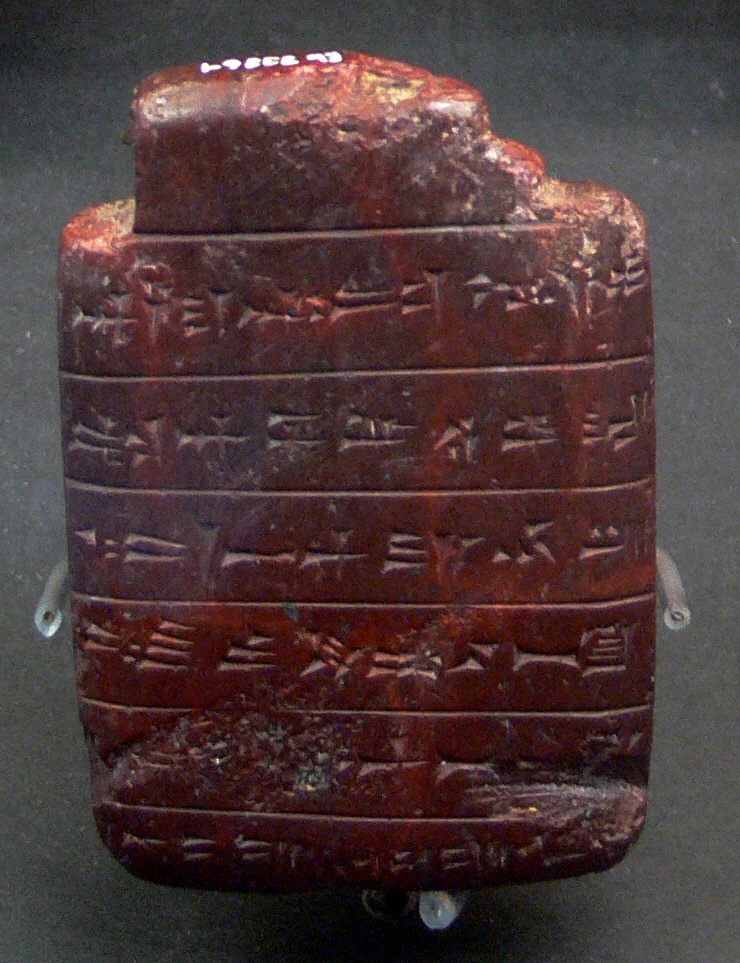
Amulett mit einer Beschwörungsformel in Keilschrift zum Schutz vor der sumerischen Kindbettdämonin Lamaštu, die auf der anderen Seite auf einem Esel reitend dargestellt ist.

Ähnliche Vorstellungen existieren auch außerhalb Europas. Im vorderorientalischen islamischen Volksglauben wird die zu den Dschinn gehörende Kindbettdämonin al-Qarīna gefürchtet, die bei Kindern Durchfälle und Unterleibskrämpfe verursacht und sie mit dem Tod bedroht. Es gibt männliche und weibliche Geister, die ihre Nachkommen miteinander oder mit menschlichen Partnern zeugen, dabei kann ein von einem Geist stammender Wechselbalg, der auf Arabisch al-mubaddal heißt, untergeschoben werden. Als mabdul wird ein missgestaltiges Kind bezeichnet. Im Sudan soll wegen dieser Gefahr die Mutter in den ersten 40 Lebenstagen ihr Kind niemals unbeaufsichtigt lassen.
Im Volksglauben Irans verlangt das Kindbettgespenst Āl eine Reihe von Abwehrmaßnahmen. Dieses Wesen wird in Lexika der Safawidenzeit erwähnt, etwa im 1651 verfassten Wörterbuch Burhān-i-Qātiʿ. Eine aus dem 19. Jahrhundert stammende Handschrift namens Kitāb-i Kulsūm Nane (persisch, „Buch der Frau Kulsum“), die angeblich als Parodie von einem Mann verfasst worden sein soll, gilt ungeachtet ihrer unklaren Urheberschaft als ein aufschlussreiches Werk über die alten Bräuche der Frauen im Haushalt, worüber sonst kaum Quellen verfügbar sind. Darin werden einige Vorschriften erwähnt, die zum Schutz der Schwangeren vor der Āl zu beachten sind. Es muss etwa ein halb aus der Scheide herausgezogener Säbel vorhanden sein, ansonsten droht die Āl zu kommen und sich der Leber der Frau zu bemächtigen. Der Säbel wird laut dem erwähnten Kitāb auch gebraucht, um als apotropäische Handlung gegen das Entwenden der Leber an den Seiten des Hauses einen Strich zu ziehen. Außerdem vermögen über dem Kopf der Wöchnerin aufgehängte Zwiebeln durch ihren Geruch, die Āl fernzuhalten. Es gibt Wechselbalg-Geschichten, wonach die Āl nach der Geburt das Baby abholt und ein schlechtes Kind an seiner Stelle zurücklässt. Der empfindlichste Körperteil der Āl ist ihre aus Lehm bestehende Nase. Die Āl ist auch unter anderen Namen bekannt, in der türkischen Mythologie als Albastı (die in rotem Gewand Kindbettfieber bringt) und bei den Armeniern heißt sie Alḱ. Die im Orient verbreitete Figur führt letztlich auf die sumerische Lamaštu zurück, die älteste bekannte Kindbettdämonin.
Vorstellungen von Kindertausch kommen ferner bei den Chinesen und den Indianern Nordamerikas vor. Die Yoruba in Westafrika kennen einen Wechselbalg namens Abiku. In Algerien glauben die Berber an Geister, die häufig kleine Kinder stehlen, bevor sie 40 Tage alt sind und an ihrer Stelle einen Wechselbalg (mbäddäd) zurücklassen.
In manchen Regionen Zentralindiens konnte ein Kleinkind, bevor ihm erstmals der Kopf geschoren oder rituell ein Ohrläppchen gestochen wurde, als Bhuta (Geist) gelten. Für einen solchen durch eine Initiation bewirkten Übergang vom dämonischen zum menschlichen Wesen wurden Kindern auf Bali früher die Zähne gefeilt. Bei einem balinesischen Ritual, mit dem ein Wechselbalg vertrieben werden sollte, wurde nach einer Beschreibung zu Beginn des 20. Jahrhunderts eine bajang colong genannte menschenähnliche Puppe am Straßenrand weggeworfen, wenn das Baby drei Monate alt war. Bajang colong hat die Bedeutung von „Wechselbalg“. Etwas Ähnliches wurde unter reregek verstanden: die Figur eines schönen weiblichen Geistes, deren Rückseite jedoch hohl und die mit Kalk weiß angeschmiert war. Sie wurde im dritten Monat nach der Geburt des Kindes ins Wasser geworfen. Es bedurfte umfangreicher Zeremonien, um das Baby von einem teuflischen in ein menschliches Wesen, genauer: in ein Mitglied der balinesischen Gesellschaft, zu überführen.

## Literarische Verarbeitung
- In der Sammlung Deutsche Sagen der Brüder Grimm (zwei Bände, 1816 und 1818) findet sich als Nummer 88 die Geschichte Wechselkind mit Ruten gestrichen, worin getreu der mythische Stoff wiedergegeben wird.[60]
- Joseph Georg Meinert (Hrsg.): Der Wechselbalg. In: Alte teutsche Volkslieder in der Mundart des Kuhländchens. Perthes und Beßer, Wien/Hamburg 1817, S. 179–181. Eine Ballade in Dialogform, die keinen germanischen Ursprung, sondern Parallelen in ihrer tschechischen Verbreitungsregion hat. Bei der ungewöhnlichen Geschichte steht das ausgetauschte Kind im Mittelpunkt. Der Junge wächst in der Fremde auf und kehrt als Erwachsener in seine Heimat zurück und findet bei seinen Eltern den Wechselbalg in der Wiege: „Du liegst mir in meiner Wiegen, / wo ich hab sollen drinnen liegen.“ Er nimmt den Wechselbalg und wirft ihn hinaus. Die Ballade gehört weniger zu den Volksmärchen, als vielmehr zu den Predigtgeschichten, bei denen der Teufel im Hintergrund steht.[61]
- Kärntner Sage: Bauer Posch und der Wechselbalg.[62]
- E. T. A. Hoffmanns Märchen: Klein Zaches genannt Zinnober
- Selma Lagerlöf: Das Wechselbalg. In: Die schönsten Sagen und Märchen. 7. Auflage, DTV, München 1992
- Christine Lavant: Das Wechselbälgchen. Otto Müller, Salzburg 1998, ISBN 3-7013-0983-3
- Der Wechselbalg in den Irischen Elfenmärchen von 1826.
- In von den Brüdern Grimm überlieferten deutschen Sagen kommt ein dem Wechselbalg vielfach entsprechender Kielkropf als ein missgestaltiges, wasserköpfiges Kind vor.